# 古池常泰
古池 常泰（こいけ つねやす）は、日本のフリーアナウンサー。

## 来歴
長野県飯田市出身。長野県飯田高等学校、東洋大学卒業。
1966年に山形放送に入社し、同局のアナウンサーになる。局アナ時代には音楽番組や報道番組などを担当した。
2003年に山形放送を定年退職。フリーに転じ、以後は山形放送以外の番組にも出演している。また、やまがたアナウンススクールの校長も務めている。

## 担当番組

### ラジオ番組
- YBCハッピーロード（YBCラジオ）[3]

### テレビ番組
- 酒の肴つくってみーよ → 酒の肴つくってみーよプラス（山形放送）[5][6]
- 伝心の家（山形テレビ）[7]